# Нгака-Модири-Молема
Нгака Модири Молема (тсвана Ngaka Modiri Molema), бывший «Центральный район» — район Северо-Западной провинции ЮАР. Район был переименован в честь местного уроженца, доктора Силаса Модири Молема (1891—1965), который в середине XX века был активным лидером Африканского Национального Конгресса национального масштаба. Административный центр — Мафикенг. По данным переписи 2001 года большинство населения района говорит на языке тсвана.

## Административное деление
В состав района Нгака Модири Молема входят пять местных муниципалитетов:
- Мафикенг (местный муниципалитет)
- Дитсоботла (местный муниципалитет)
- Рамотшере Мойлоа (местный муниципалитет)
- Тсваинг (местный муниципалитет)
- Ратлоу (местный муниципалитет)